# Équipe de Pologne de football en 2010
L'équipe de Pologne de football, durant cette année 2010, ne disputera que des matches amicaux, n'étant pas qualifiée pour la Coupe du monde. Le 8 juin, les Polonais auront le privilège de rencontrer l'Espagne, championne d'Europe en titre, huit jours avant son entrée dans la plus grande des compétitions internationales,, puis rencontreront les Italiens le 13 août, un mois après avoir défendu leur couronne mondiale en Afrique du Sud du 11 juin au 11 juillet. À l'automne, le nouveau Stade municipal de Poznań, rénové pour l'Euro 2012, sera inauguré internationalement, contre la France ou les Pays-Bas.

## Résumé
Pour le premier match de l'année, contre la Bulgarie, les Polonais entament une longue série de matches amicaux avant juin 2012 et le championnat d'Europe organisé au pays. Bien organisés, ils pêchent un peu défensivement, mais les Bulgares n'arrivent pas à profiter de leurs occasions, Berbatov trouvant la barre lors de son duel mancunien face à Kuszczak par exemple. Ce sont finalement les Polonais qui réussissent à prendre le dessus grâce au duo Błaszczykowski - Lewandowski, impliqué à 100 % sur les deux buts de l'équipe. Ce 3 mars 2010 est également historique pour la Pologne, qui joue en tenue noire pour la toute première fois de son histoire.

## Les rencontres
| Amical                 | Pologne                              | 2–0 | Bulgarie | Stadion Polonii Warszawa, Varsovie           |                                              |
| 3 mars 2010 20:30 HNEC | Błaszczykowski 42e · Lewandowski 62e |     |          | Spectateurs : 6 800 Arbitrage : Sascha Kever | Spectateurs : 6 800 Arbitrage : Sascha Kever |
| 3 mars 2010 20:30 HNEC | Rapport                              |     |          | Spectateurs : 6 800 Arbitrage : Sascha Kever | Spectateurs : 6 800 Arbitrage : Sascha Kever |

| Amical                 | Pologne | 0–0 | Finlande | Stade Municipal, Kielce                             |                                                     |
| 29 mai 2010 17:00 HAEC |         |     |          | Spectateurs : 14 200 Arbitrage : Ionuţ Marius Avram | Spectateurs : 14 200 Arbitrage : Ionuţ Marius Avram |
| 29 mai 2010 17:00 HAEC | Rapport |     |          | Spectateurs : 14 200 Arbitrage : Ionuţ Marius Avram | Spectateurs : 14 200 Arbitrage : Ionuţ Marius Avram |

| Amical                 | Pologne | 0–0 | Serbie | Kufstein Arena (de), Kufstein                  |                                                |
| 2 juin 2010 20:30 HAEC |         |     |        | Spectateurs : 4 000 Arbitrage : Dietmar Drabek | Spectateurs : 4 000 Arbitrage : Dietmar Drabek |
| 2 juin 2010 20:30 HAEC | Rapport |     |        | Spectateurs : 4 000 Arbitrage : Dietmar Drabek | Spectateurs : 4 000 Arbitrage : Dietmar Drabek |

| Amical                 | Espagne                                                                    | 6–0 | Pologne | Estadio Nueva Condomina, Murcie                      |                                                      |
| 8 juin 2010 22:00 HAEC | Villa 12e · Silva 14e · Alonso 51e · Fàbregas 58e · Torres 76e · Pedro 81e |     |         | Spectateurs : 31 000 Arbitrage : Michális Koukolákis | Spectateurs : 31 000 Arbitrage : Michális Koukolákis |
| 8 juin 2010 22:00 HAEC | Rapport                                                                    |     |         | Spectateurs : 31 000 Arbitrage : Michális Koukolákis | Spectateurs : 31 000 Arbitrage : Michális Koukolákis |

| Amical                  | Pologne | 0–3 | Cameroun                      | Stade Florian Krygier, Szczecin              |                                              |
| 11 août 2010 20:30 HAEC |         |     | 30e 53e Eto'o · 85e Aboubakar | Spectateurs : 17 000 Arbitrage : Tony Asumaa | Spectateurs : 17 000 Arbitrage : Tony Asumaa |

| Amical                      | Pologne   | 1–1 | Ukraine         | Stadion Widzewa Łódź, Łódź                      |                                                 |
| 4 septembre 2010 17:00 HAEC | Jeleń 42e |     | 90+2e Seleznyov | Spectateurs : 6 500 Arbitrage : Ravshan Irmatov | Spectateurs : 6 500 Arbitrage : Ravshan Irmatov |

| Amical                      | Pologne         | 1–2 | Autriche                          | Stade Henryk-Reyman, Cracovie               |                                             |
| 7 septembre 2010 20:30 HAEC | Lewandowski 18e |     | 13e Holman · 26e (pen.) Wilkshire | Spectateurs : 16 000 Arbitrage : Ivan Bebek | Spectateurs : 16 000 Arbitrage : Ivan Bebek |

| Amical                   | États-Unis                | 2–2 | Pologne                             | Soldier Field, Chicago                          |                                                 |
| 9 octobre 2010 19:00 HAC | Altidore 13e · Onyewu 52e |     | 30e Matuszczyk · 73e Błaszczykowski | Spectateurs : 31 696 Arbitrage : Steven Depiero | Spectateurs : 31 696 Arbitrage : Steven Depiero |

| Amical                    | Équateur        | 2–2 | Pologne                     | Stade Saputo, Montréal                           |                                                  |
| 12 octobre 2010 15:00 HAE | Benítez 32e 78e |     | 61e Smolarek · 70e Obraniak | Spectateurs : 1 000 Arbitrage : Mauricio Navarro | Spectateurs : 1 000 Arbitrage : Mauricio Navarro |

| Amical                      | Pologne                            | 3–1 | Côte d'Ivoire | Stade municipal, Poznań                       |                                               |
| 17 novembre 2010 20:30 HNEC | Lewandowski 19e 80e · Obraniak 66e |     | 45e Gervinho  | Spectateurs : 41 000 Arbitrage : Masaaki Toma | Spectateurs : 41 000 Arbitrage : Masaaki Toma |

| Amical           | Bosnie-Herzégovine          | 2–2 | Pologne             | Complexe sportif Mardan, Aksu                           |                                                         |
| 10 décembre 2010 | Subašić 23e · Misimović 55e |     | 7e 52e Paweł Brożek | Spectateurs : 100 Arbitrage : Mustafa Öğretmenoğlu (tr) | Spectateurs : 100 Arbitrage : Mustafa Öğretmenoğlu (tr) |

## Les joueurs utilisés
Ce tableau présente le temps de jeu de chaque joueur ayant participé à au moins une rencontre de l'année.
| Joueurs                                | (2-0) | (0-0) | (0-0) | (-) | (-) | (-) | Total    |
| Gardiens de but                        |       |       |       |     |     |     |          |
| T. Kuszczak ( Manchester United)       | 90    |       | 90    |     |     |     | 180      |
| P. Tytoń ( Roda JC)                    |       | 90    |       |     |     |     | 90       |
| Défenseurs                             |       |       |       |     |     |     |          |
| D. Dudka ( AJ Auxerre)                 | 90    | 90    | 90    |     |     |     | 270      |
| K. Glik ( Piast Gliwice)               | 90    |       | 90    |     |     |     | 180      |
| T. Jodłowiec ( Polonia Varsovie)       | R 31  | 90    | R 22  |     |     |     | 143      |
| M. Kowalczyk ( Dynamo Moscou)          | 90    |       |       |     |     |     | 90       |
| Ł. Piszczek ( Borussia Dortmund)       |       | 90    | T 68  |     |     |     | 158      |
| M. Sadlok ( Ruch Chorzów)              | R 5   | R 45  | 90    |     |     |     | 140      |
| G. Wojtkowiak ( Lech Poznań)           |       | 90    | 90    |     |     |     | 180      |
| M. Żewłakow ( Olympiakos Le Pirée)     | 90    | T 45  |       |     |     |     | 135      |
| Milieux                                |       |       |       |     |     |     |          |
| J. Błaszczykowski ( Borussia Dortmund) | T 78  | T 85  | T 89  |     |     |     | 252 (1 ) |
| M. Cetnarski ( GKS Bełchatów)          |       |       | R 19  |     |     |     | 19       |
| M. Iwański ( Legia Varsovie)           | R 45  |       |       |     |     |     | 45       |
| R. Majewski ( Nottingham Forest)       | T 45  |       |       |     |     |     | 45       |
| A. Matuszczyk ( 1. FC Cologne)         |       | T 61  | R 1   |     |     |     | 62       |
| A. Mierzejewski ( Polonia Varsovie)    |       | T 75  | 90    |     |     |     | 165      |
| R. Murawski ( Roubine Kazan)           | T 85  |       |       |     |     |     | 85       |
| L. Obraniak ( Lille OSC)               | T 45  |       |       |     |     |     | 45       |
| S. Peszko ( Lech Poznań)               | T 59  | R 29  | T 77  |     |     |     | 165      |
| M. Rybus ( Legia Varsovie)             | R 45  | R 15  | R 13  |     |     |     | 73       |
| Attaquants                             |       |       |       |     |     |     |          |
| I. Jeleń ( AJ Auxerre)                 |       | T 89  |       |     |     |     | 89       |
| R. Lewandowski ( Lech Poznań)          | T 74  | T 89  | T 89  |     |     |     | 252 (1 ) |
| P. Małecki ( Wisła Cracovie)           | R 12  | R 1   |       |     |     |     | 13       |
| D. Nowak ( GKS Bełchatów)              | R 16  | R 5   | T 71  |     |     |     | 92       |
| A. Sobiech ( Ruch Chorzów)             |       | R 1   | R 1   |     |     |     | 2        |

Note : T : Titulaire ; R : Remplaçant ;   : But ;  : Carton jaune.